# Лихачёв, Алексей Тимофеевич
Алексей Тимофеевич Лихачёв (ум. 1729) — фаворит царя Фёдора Алексеевича: чаровник (1648), ключник (1658), стряпчий (1676), комнатный стольник (с 1677), царский постельничий (с 1680) и окольничий (1683).

## Биография
Представитель дворянского рода Лихачёвых, сын Тимофея Ивановича. Младший брат — окольничий Михаил Тимофеевич Лихачёв (ум. 1706). Сестра — Матрёна Тимофеевна Лихачёва (ум. 1680), замужем за В. Я. Дашковым.
Впервые упоминается в 1636 году, когда получил во владение поместье своего отца в Белозерском уезде.
В 1648 году А. Т. Лихачёв в чине чаровника присутствовал на первой свадьбе царя Алексея Михайловича с Марией Ильиничной Милославской.
В 1658—1664 годах — «путный» ключник. В этом звании он стоял у царского поставца при приёме царём Алексеем Михайловичем иностранных послов в 1658, 1660 и 1664 годах.
В 1676 году Алексей Лихачёв назначен стряпчим с ключом. 16 июня того же года во время венчания на царство Фёдора Алексеевича А. Т. Лихачёв принёс царское одеяние и, сдав его царским дьякам, принял прежнюю одежду. После окончания венчания он держал миску с золотыми, которыми царевич Касимовский осыпал царя Фёдора Алексеевича, когда тот шел в столичные храмы.
В 1677 году — комнатный стольник при царе Фёдоре Алексеевиче.
Князь Юрий Алексеевич Долгоруков и Богдан Матвеевич Хитрово выдвинули Ивана Максимовича Языкова, Алексея и Михаила Лихачёвых, чтобы ослабить влияние рода Милославских на молодого царя. Артамон Сергеевич Матвеев, близкий человек к царю Алексею Михайловичу и к царице Наталье Кирилловне, называл Алексея Лихачёва, бывшего учителем у царевича Алексея Алексеевича, «человеком доброй совести, исполненным великого разума и самого благочестивого состояния».
16 августа 1680 года Иван Языков был пожалован в окольничие и назначен главой Оружейной, Золотой и Серебряной палат, а новым постельничим на его место стал Алексей Лихачёв.
В январе 1682 года А. Т. Лихачёв подписал соборное постановление об уничтожении местничества.
15 мая 1682 года во время Стрелецкого бунта стрельцы требовали выдать им на расправу многих сановников, приближенных царя Фёдора Алексеевича, перешедших на сторону царевича Петра. Они требовали выдать им и постельничего Алексея Лихачёва, а через несколько дней потребовали отправить его в ссылку. Его имущество в столице было разграблено, были утеряны многие древние родовые документы.
В том же 1682 году А. Т. Лихачёв выслан из Москвы в Калязинский монастырь, откуда он должен был отправлен на поселение в Сибирь. Однако, до Сибири он, по-видимому, так и не добрался, будучи остановлен в пути по распоряжению царевны Софьи и заступничеству Василия Голицына.
В августе 1683 года Алексей Лихачев пожалован царями Иваном и Петром Алексеевичами в окольничие. В 1697—1698 годах он участвовал на Светлой недели в крестных ходах в Москве.
24 августа 1700 года Пётр Великий назначил Алексея Лихачёва главой новообразованного Приказа рудокопных дел. В дальнейшем он был освобожден от службы и проживал в своей вотчине в Переяславском уезде. А. Т. Лихачёв часто посещал соседний Успенский женский монастырь в Александровской слободе.
Алексей Лихачёв входил в Кружок ревнителей благочестия под руководством Фёдора Михайловича Ртищева, любил книги и имел большую библиотеку. 

Храм, построенный братьями Лихачёвыми в своей подмосковной усадьбе

В 1724 году по просьбе монаха Ионы Маслова Алексей Лихачёв пожертвовал в Успенский женский монастырь часть своей библиотеки, а после смерти его наследники пожертвовали многие рукописи, в том числе список Стоглава, дворовую тетрадь, список бояр и хронограф.
Алексей Лихачёв был не только книголюбом, но и писателем. По данным историка В. Н. Татищева, он написал «Житие царя Феодора Алексеевича». Василий Татищев, посещая Лихачёва, видел у него эту рукопись, читал её и впоследствии воспользовался многими из его рассказов. После смерти Лихачёва Татищев безуспешно пытался разыскать эту рукопись: «Нигде достать её, — пишет он, — и о ней наведаться не мог». Историк Николай Петрович Лихачёв считал, что рукопись была уничтожена самим автором во время следствия по делу царевича Алексея Петровича.
Алексей Лихачёв владел вотчинами в Московском и Переяславском уездах. В 1713 году он передал одну из своих московских вотчин, село Вакорино (Салманово), вдовствующей царице Марфе Матвеевне (урожденной Апраксиной), вдове царя Фёдора Алексеевича.
Был женат на Марии Андреевне, фамилия которой неизвестна, от брака с которой не имел потомства.

## Образ в литературе
Образ Алексея Лихачева встречается в следующих романах:
- А. Н. Толстой. «Пётр Первый» (1934).
- Н. М. Молева. «Государыня — правительница Софья» (2000).